# Agelaia multipicta
Agelaia multipicta (лат.) — вид общественных бумажных ос рода Agelaia семейства Vespidae,
обитающая в Мексике, Аргентине, Тринидаде и южной Бразилии. Она гнездится в естественных полостях, таких как дуплистые деревья, и агрессивно защищает гнездо от муравьев, которые являются хищниками расплода. Рабочие особи и королевы морфологически отличаются развитием яичников, а также внешними признаками, такими как более крупный петиоль и брюшко у королевы. Как и другие виды ос, питающиеся трупами (некрофаги), A. multipicta играет роль некрофага в экосистеме. Agelaia multipicta была впервые описана ирландским энтомологом Александром Генри Халидеем в 1836 году.

## Описание
Осы среднего размера (около 1 см). В таксономическом ключе Джеймса Карпентера описаны такие характерные признаки этого вида, как «оцеллии отделённые от сложных глаз расстоянием большим, чем диаметр самих оцеллий», «заднее крыло с нормальной, не редуцированной югальной долей» и наличие затылочного киля на голове. Кроме того, у A. multipicta Карпентер отмечает «переднеспинку без извилистого киля» и «тело без бледных пятен, кутикула частично или полностью синевато-металлическая или желтоватая с некоторыми синеватыми бликами; голова в боковом ракурсе с висками такой же ширины или шире, чем глаз».
Касты королев и рабочих значительно отличаются по внешнему виду и развитию яичников, что отражает их различные биологические функции. У нерепродуктивных рабочих яичники уменьшены, средняя голень и лицо между усиковыми вставками окрашены в коричневый цвет. Королевы имеют более крупные и волосатые петиоль и брюшко, а также желтые средние голени и лицо.

## Распространение
A. multipicta встречается в Мексике, Аргентине, Тринидаде и Южной Бразилии. Обычно их гнезда наблюдаются в лесах и сельской местности. Это может быть связано с тенденцией A. multipicta использовать естественные полости для строительства гнезд, которые могут быть менее распространены в городских районах. A. multipicta — самый многочисленный вид ос в Матао (штат Сан-Паулу, Бразилия), хорошо сохранившемся районе с небольшим разнообразием видов ос. Территория окружена цитрусовыми культурами. В исследовании, посвященном фрагментации лесов, не было выявлено сильной тенденции в обитании A. multipicta в зависимости от типа местообитания, что, вероятно, объясняется их генералистской природой.

## Враги
Несмотря на способность жалить, осиные гнезда в Неотропиках подвергаются нападению различных видов, включая птиц, летучих мышей и обезьян-капуцинов. В Бразилии краснохвостая якамара (Galbula ruficauda) — пернатый хищник, которого видели нападающим на ос A. multipicta, когда они были далеко от своего гнезда, например, во время кормежки. Однако считается, что животные относительно редко охотятся на одиночных ос.